# Reinhold Wosab
Reinhold Wosab (* 25. Februar 1938 in Marl) ist ein ehemaliger deutscher Fußballspieler.

## Karriere als Spieler
Wosab begann seine Karriere 1958 bei der SpVg Marl. 1962 wechselte er zu Borussia Dortmund.
In seiner ersten Saison 1962/63 belegte Borussia in der Oberliga West den zweiten Rang hinter dem 1. FC Köln. Wosab absolvierte in der Oberliga auf Anhieb 29 Spiele und kam dabei auf 14 Tore. Favorit für die Endrunde war der 1. FC Köln. Trainer Čajkovski hatte nicht nur mit Karl-Heinz Schnellinger einen überragenden Abwehrspieler in seinen Reihen, auch Helmut Benthaus, Leo Wilden, Hans Sturm, Karl-Heinz Thielen, Hans Schäfer, Christian Müller und Heinz Hornig zählten zu den besten Spielern der Oberliga. Tatsächlich bestritten beide Westvertreter am 29. Juni 1963 in Stuttgart das Finale um die letzte deutsche Meisterschaft, die vor der Bundesligagründung im Endrundenmodus ausgetragen wurde. Der ruhige Fußballfachmann Hermann Eppenhoff führte den Außenseiter zu einem verdienten 3:1-Sieg. Wosab trug sich zum 2:0 in der 57. Spielminute in die Torschützenliste ein.
In der ersten Bundesliga-Saison 1963/64 war Wosab am allerersten Bundesliga-Tor durch Timo Konietzka beim 2:3 in Bremen beteiligt: Kurz nach dem Anstoß hatte „Wosab den Ball auf Emmerich gespielt, der hatte sich links gegen Max Lorenz durchgesetzt, nach innen geflankt und Konietzka mustergültig bedient“. Ein Höhepunkt in Wosabs Karriere waren die Spiele im Europapokal der Landesmeister 1963/64. Die 5:0- und 4:0-Siege gegen Benfica Lissabon und Dukla Prag waren dabei herausragend. In beiden Spielen erzielte er Treffer für die Borussia. Erst im Halbfinale schied der BVB gegen den späteren Europapokalsieger Inter Mailand aus. Die Erfolgsgeschichte ging im Jahre 1965 mit dem Gewinn des DFB-Pokals weiter. Am 22. Mai 1965 wurde der Regionalligist Alemannia Aachen im Finale in Hannover mit 2:0 Toren besiegt.
Nachdem für die Saison 1965/66 der Nationalspieler Reinhard Libuda vom FC Schalke 04 verpflichtet worden war, verlor Wosab seinen Stammplatz auf der Rechtsaußenposition. Er wurde in den nächsten Jahren meist als rechter Außenverteidiger eingesetzt. Am größten Triumph im Jahre 1966 war er nicht als Stammspieler beteiligt: Beim Gewinn des Europapokals der Pokalsieger am 5. Mai 1966 in Glasgow gegen den FC Liverpool stürmte Libuda am rechten Flügel. Nur gegen die Bulgaren vom ZSKA Sofia in der 2. Runde war Wosab in dieser Europapokalsaison im Einsatz.
Im Jahre 1966 wurde er zusammen mit der Mannschaft des BVB mit dem Silbernen Lorbeerblatt ausgezeichnet.
Im selben Jahr erreichte er mit den BVB den zweiten Platz in der Meisterschaft. Wosab blieb bis 1971 beim BVB und absolvierte insgesamt 198 Spiele bei den Schwarz-Gelben. Er erzielte dabei 60 Tore.
Anschließend spielte Wosab zwei Jahre beim VfL Bochum. Dabei traf er in der ersten Saison 1971/72 wieder auf seinen alten Erfolgstrainer Hermann Eppenhoff. Der 9. Platz war für die gerade in die Bundesliga aufgestiegene Mannschaft um den Klasse-Torjäger Hans Walitza und den Spielmacher Werner Krämer ein großer Erfolg. Wosab kam in allen 34 Spielen dieser Saison zum Einsatz. Insgesamt brachte er es in Bochum auf 59 Einsätze in der Fußball-Bundesliga und konnte neun Treffer verzeichnen.
Wosab spielte zum Abschluss seiner Karriere bis 1975 noch bei Rot-Weiss Lüdenscheid, zeitweilig zusammen mit seinem alten Dortmunder Mitspieler Jürgen Schütz. Seine letzte Saison in der Regionalliga 1973/74 bestritt der 35-Jährige nochmals in großer Manier. In 31 Spielen und 15 Toren war er einer der absoluten Leistungsträger bei den Lüdenscheidern.
Danach kehrte er zur SpVgg Marl zurück und schaffte mit der Mannschaft den Aufstieg in die Landesliga und zwei Jahre später in die Verbandsliga.

## Nach der Karriere
Nach seiner aktiven Zeit war Wosab als Fußball-Obmann von Borussia Dortmund im Management tätig.
Von 1987 bis 2018 leitete Reinhold Wosab mit seiner Frau Doris das Unternehmen Goly-Pokale in Alzey-Heimersheim. Es stellt Pokale her sowie Ehrenpreise aus Guss, Glas und Acryl, Medaillen, Nadeln und Gravuren für Firmen, Kommunen und Vereine. Kunden waren unter anderem der DFB, die UEFA und die FIFA. Aus seiner Werkstatt stammen die Auszeichnungen Weltfußballer des Jahres, Goldener Schuh und Goldener Handschuh. Auch die Trophäe für den „Trainer des Jahres“, die vom kicker verliehen wird, stammt von Wosab.